# Bahnhöfe in Bad Aibling
In Bad Aibling liegen an der Bahnstrecke Holzkirchen–Rosenheim die Bahnstationen „Bad Aibling“ und „Bad Aibling Kurpark“. Von 1897 bis 1950 war zudem der Lokalbahnhof als Startpunkt und Endbahnhof der Lokalbahn Bad Aibling–Feilnbach in Betrieb.

## Bahnhof Bad Aibling

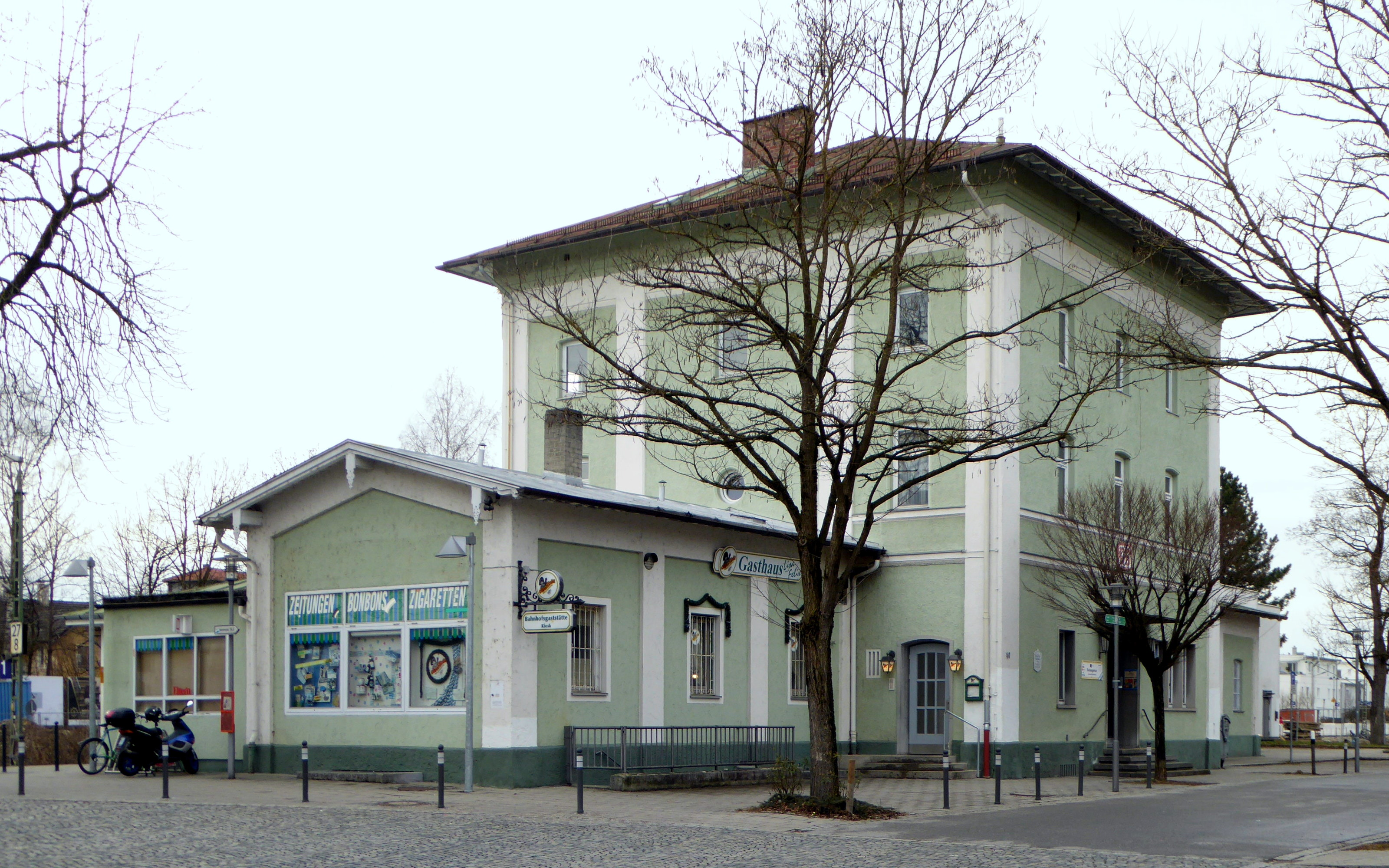
Bahnhof Bad Aibling

Der Bahnhof Bad Aibling (IBNR: 8000690, Betriebsstellenverzeichnis: MBAI) liegt im Südwesten der Innenstadt zwischen Bahnhofplatz und Maximiliansplatz. Er wurde am 31. Oktober 1857 als Station der Mangfalltalbahn eröffnet. Ab 1950 begannen und endeten hier auch die Züge der Lokalbahn nach Feilnbach, 1973 wurde der Verkehr auf dieser Strecke eingestellt.
Der Bahnhof besitzt zwei Bahnsteiggleise, früher bestehende weitere Gleise sind heute nicht mehr vorhanden. Die Gleise sind mit einem barrierefreien Personentunnel verbunden. Er war mit Kiosk, Bahnhofsgaststätte, barrierefreiem WC und Wartesaal ausgestattet. Für den Anschlussverkehr stehen P&R-Parkplätze, Bushaltestellen, ein Taxistand und mehr als 100 Fahrradstellplätze zur Verfügung. Hier verkehrt im Personenverkehr seit 2013 die Bayerische Oberlandbahn (BOB).

### Stellwerk Bad Aibling
Im Bahnhof Bad Aibling befindet sich ein Stellwerk, das auch als Zentralstellwerk für die Bahnhöfe Kolbermoor und Heufeld dient. Es handelt sich hierbei um ein relaisgesteuertes Gleisbildstellwerk der Bauform Sp Dr S60. Von dort nahm der Eisenbahnunfall von Bad Aibling seinen Anfang.

### Güteranlagen
Die Güteranlagen des Bahnhofs Bad Aibling lagen auf dessen Südseite. Zu Beginn des 21. Jahrhunderts wurden sie aufgelassen und an ihrer Stelle ein Wohnquartier errichtet.

## Haltepunkt Bad Aibling Kurpark
Der Haltepunkt Bad Aibling Kurpark (IBNR: 8000696, Betriebsstellenverzeichnis: MBAK) wurde am 4. September 2009 eröffnet. Er liegt im Osten der Stadtmitte auf einer Brücke, die über die Glonn führt, und wird im Nahverkehr bedient.

## Bahnhof der Elektrischen Bahn Bad Aibling

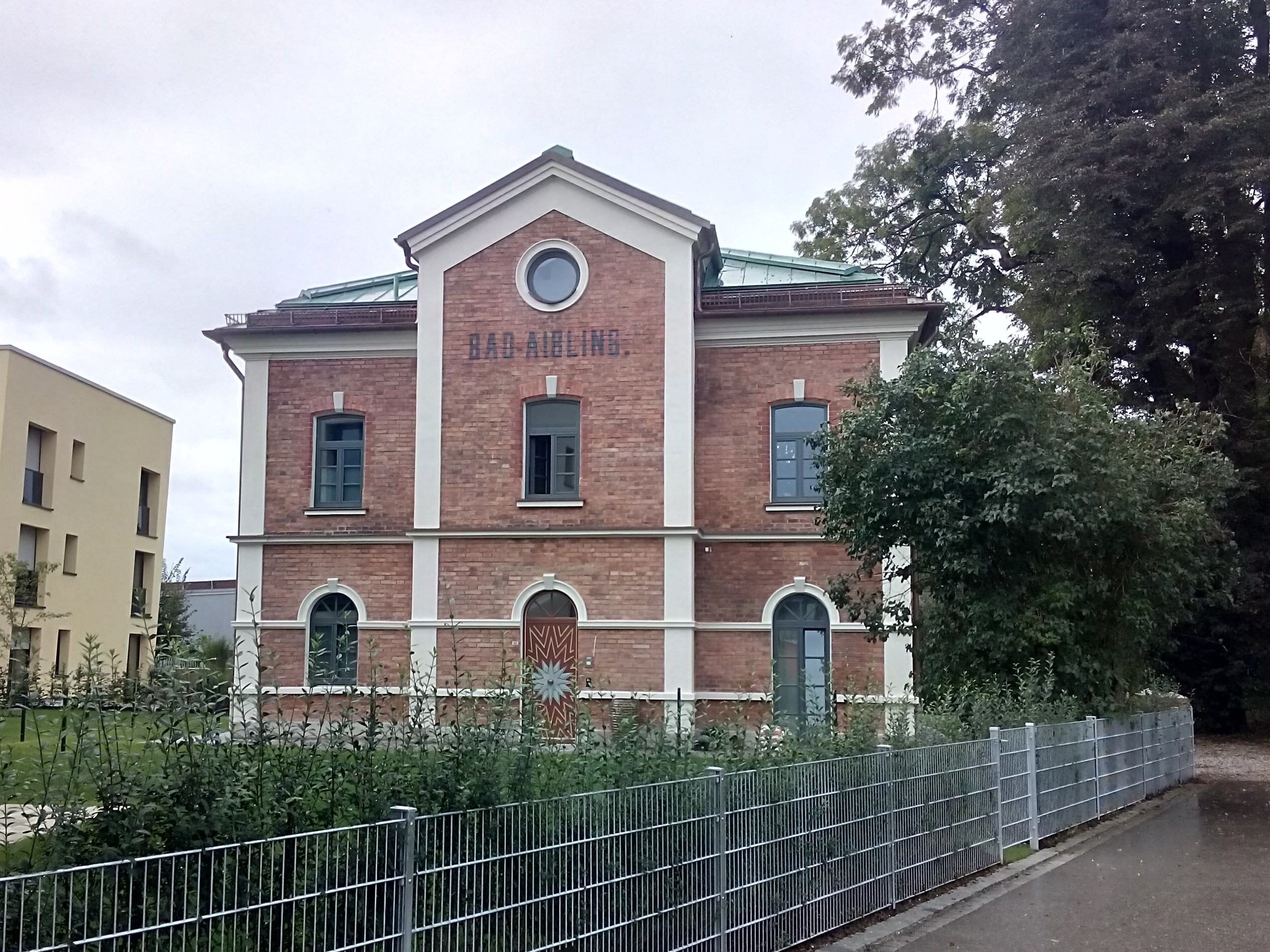
Ehemaliges Empfangs- und Verwaltungsgebäude des Lokalbahnhofs

Der Lokalbahnhof (in Bad Aibling auch „Feilnbacher Bahnhof“ genannt) wurde im Jahre 1897 als Endbahnhof für die Lokalbahn Bad Aibling–Feilnbach, eine der ersten elektrifizierten Bahnlinien Bayerns, eröffnet. Der Lokalbahnhof wurde gegenüber dem Staatsbahnhof errichtet. Für den Zugang vom Staatsbahnhof zum Lokalbahnhof wurde zunächst ein Fußgängersteig und später eine Unterführung errichtet. Über ein Verbindungsgleis waren die beiden Bahnhöfe verbunden.
Mit Verstaatlichung der Lokalbahn Aktien-Gesellschaft 1938 wurde der Betrieb zunächst unverändert weitergeführt. 1950 wurde dann der Lokalbahnhof außer Betrieb genommen, und die Züge fuhren fortan direkt in den Staatsbahnhof ein. 1973 wurde der Personen- und Güterverkehr auf dieser Strecke eingestellt.
Neben dem Empfangsgebäude, welches heute als Wohnhaus genutzt wird, wurden eine bereits 1966 abgerissene Wagenhalle und ein Güterschuppen errichtet.
Im Lokalbahnhof befand sich für mehrere Jahrzehnte auch eine Bahnpoststation. Der Bahnpostbetrieb wurde mutmaßlich im Jahre 1955 beendet. Das genaue Datum der Stilllegung ist nicht mehr bekannt.

## Weitere ehemalige Haltepunkte und Bahnhöfe
An der Bahnstrecke nach Bad Feilnbach befanden sich auf heutigem Bad Aiblinger Gebiet noch der Bahnhof Willing und der Haltepunkt Berbling. Berbling war damals ein Teil der bis 1978 selbständigen Gemeinde Willing im Landkreis Bad Aibling. Erst nach Auflassung der Bahnstrecke wurden Willing und Berbling nach Bad Aibling eingemeindet.
Am Bahnhof Heufeld zweigte eine Militärbahn ab, die den Fliegerhorst Bad Aibling mit der Mangfalltalbahn verband. Dort befand sich ein Militärbahnhof, etwas nördlich der heutigen Carl-von-Ossietzky-Straße. Die Bahnanlagen scheinen auch noch zur Zeit der geheimdienstlichen Nutzung durch die Einrichtungen des Echelon-Projekts in der Bad Aibling Station vorhanden gewesen zu sein, sind aber heute nicht mehr erhalten.